# 维亚赫图河
维亚赫图河（俄语：Река Виахту）是萨哈林州亚历山德罗夫斯克区的河流，长131公里，流域面积783平方公里，注入维亚赫图湾。名称来自尼夫赫语，意为“蛭湾”或“软体动物湖”。

## 引用
1. ↑  М·Г·瓦西科夫斯基. . 列宁格勒: 气象出版社. 1973 （俄语）.
2. ↑  . 国家水登记处.   [2024-08-25]. （原始内容存档于2024-08-25） （俄语）.